# Пич, оправи ми колата!
„Пич, оправи ми колата!“ (на английски: Pimp My Ride) е телевизионно предаване на MTV. Във всеки епизод се тунинговат коли, които са в много лошо състояние. Водещ на оригиналната американска версия на предаването е рапърът Xzibit. През раличните сезони, екипът който „оправя“ колите не е един същ-Уест Коуст Къстъмс(West Coast Customs), ГАС(GAS) и др.

## Британската версия
По MTV се излъчава и британско издание, но то не е с голям рейтинг.
В България шоуто се излъчва по GTV, а по-късно по обновения bTV Comedy и е с български дублаж.